# كارلوس ايمانويل سواريس تافاريس
كارلوس ايمانويل سواريس تافاريس (بالبرتغالية: Carlitos‏) (مواليد 23 إبريل 1985)، يشتهر بـكارليتوس، هو لاعب كرة قدم من الرأس الأخضر يلعب حاليًا لصالح نادي أيل ليماسول القبرصي.

## روابط خارجية
- صفحة اللاعب على Zerozero
- صفحة اللاعب على ForaDeJogo
- كارلوس ايمانويل سواريس تافاريس على موقع قاعدة بيانات كرة القدم.إي يو (الإنجليزية)
- كارلوس ايمانويل سواريس تافاريس على موقع ناشيونال فوتبول تيمز (الإنجليزية)
- كارلوس ايمانويل سواريس تافاريس على موقع Soccerway.com (الإنجليزية)
- كارلوس ايمانويل سواريس تافاريس على موقع AS.com (الإسبانية)
- صفحة اللاعب على سوكرواي